# Haematopota atropathenica
Haematopota atropathenica är en tvåvingeart som beskrevs av Abbassian-lintzen 1964. Haematopota atropathenica ingår i släktet Haematopota och familjen bromsar.
Artens utbredningsområde är Iran. Inga underarter finns listade i Catalogue of Life.